# Alexandra C.S. Escudeiro
Alexandra C.S. Escudeiro (1949) es una botánica, taxónoma, y profesora portuguesa. Ha trabajado extensamente sobre la flora vascular de Portugal. Pertenece al personal académico del Museo, Laboratorio y Jardim Botânico Tropical de la Universidad de Lisboa.

## Algunas publicaciones
- pamela Forey, r. Lindsay, orlanda Genro, alexandra c.s. Escudeiro. 1995. Plantas medicinais: [guia prático para identificar fácilmente 150 plantas medicinais]. Pequenos Guias da Natureza. 2ª edición de Plátano, 126 pp. ISBN 9727071171, ISBN 9789727071173

- ----------------, cecilia Fitzsimons, orlanda Genro, alexandra c.s. Escudeiro. 1995. Flores silvestres: [guia prático para identificar fácilmente 140 flores]. 2ª edición de Plátano. 128 pp. ISBN 972707118X, ISBN 9789727071180

- j.j.a.h De Bacelar, alexandra i.d. Correia, alezandra c.s Escudeiro, a.r.p.d. Silva, c.m.a. Rodrigues. 1987. News concerning the flora of Sintra (Portugal). Boletim da Sociedade Broteriana 60: 147-162

- d. de Moulin, alexandra c.s. Escudeiro. 1986. O Herbário de Georg Marggraf. Vol. 1, Editor Fundação Nacional Pró-Memória, 82 pp. ISBN 8570640072, ISBN 9788570640079

- La abreviatura «Escud.» se emplea para indicar a Alexandra C.S. Escudeiro como autoridad en la descripción y clasificación científica de los vegetales.[4]